# 条纹拟唇鱼
条纹拟唇鱼（学名：Pseudocheilinus octotaenia）为輻鰭魚綱鱸形目隆頭魚亞目隆头鱼科拟唇鱼属的鱼类。分布於印度太平洋區，從東非至夏威夷群島海域，棲息深度2-50公尺，體長可達14公分，棲息在碎石底質海域或臨海礁石區，以甲殼類、軟體動物、海膽等為食，生活習性不明，可作為觀賞魚。该物种的模式产地在夏威夷群岛。